# Escholzmatt-Marbach
Escholzmatt-Marbach is een gemeente in het het Zwitserse kanton Luzern. Escholzmatt-Marbach heeft 4323 inwoners. 

## Geschiedenis
Escholzmatt-Marbach is een fusiegemeente die op 1 januari 2013 is ontstaan uit de gemeenten Escholzmatt en Marbach.

## Geografie
Escholzmatt-Marbach heeft een oppervlakte van 106.37 km en grenst aan de buurgemeenten Eggiwil, Flühli, Romoos, Schangnau, Schüpfheim en Trub
Escholzmatt-Marbach heeft een gemiddelde hoogte van 858 meter.

## Politiek
De burgemeester van Escholzmatt-Marbach is Fritz Lötscher. In de gemeenteraad van Escholtzmatt-Marbach 
is de Christendemocratische Volkspartij met 43,4 procent van de zetels, de Zwitserse Volkspartij met 32,3 procent,  de Vrijzinnig Democratische Partij.De Liberalen met 13,3 procent, de Groene Partij van Zwitserland met 4,1 procent, de Sociaaldemocratische Partij van Zwitserland 3 procent, de Grunliberale Partei met 2,2 procent, de Burgerlijk-Democratische Partij met 1,1 procent,  de Evangelische Volkspartij met 0,2 procent en de overige partijen 0,4 procent van de zetels.

## Galerij

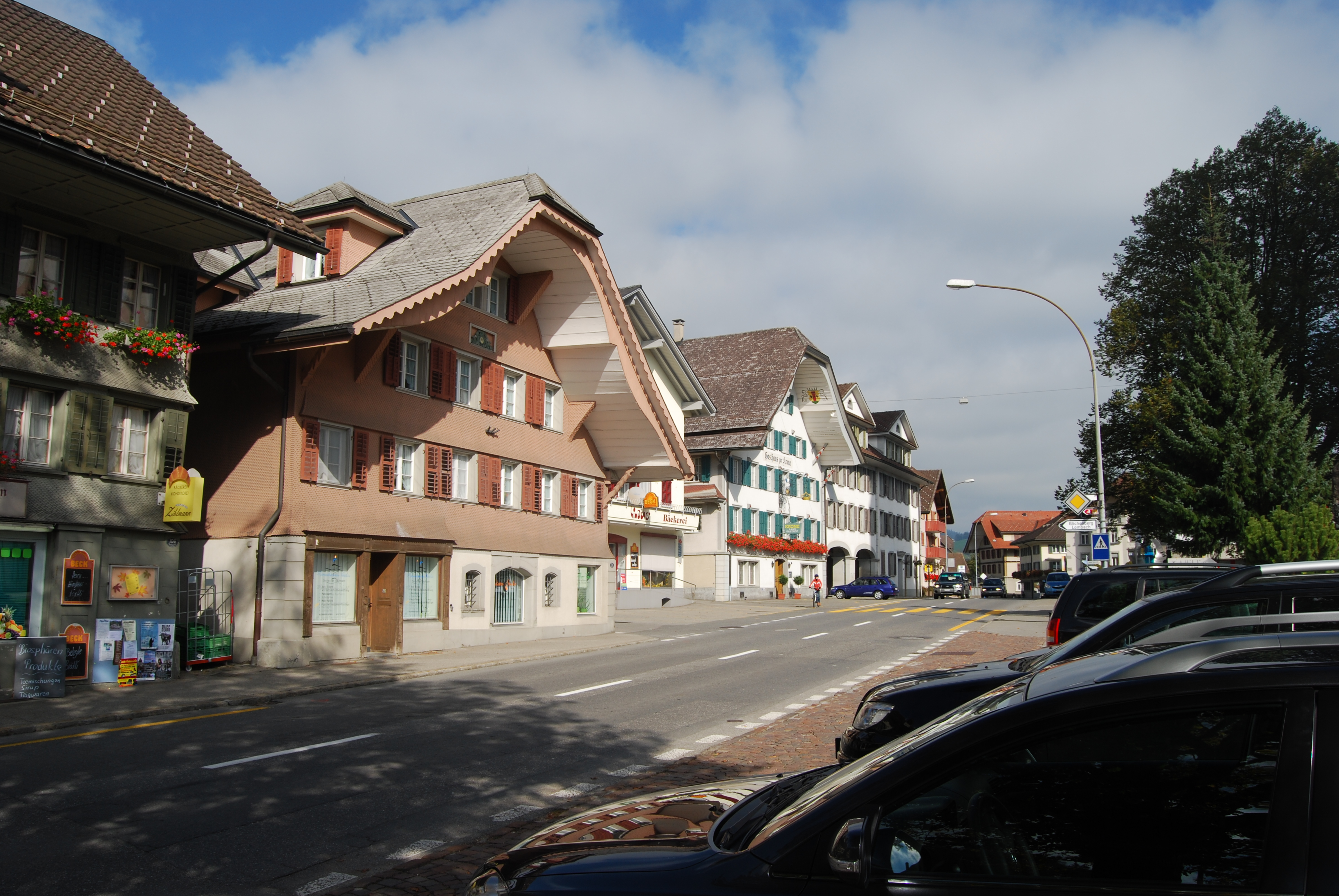
Escholzmatt
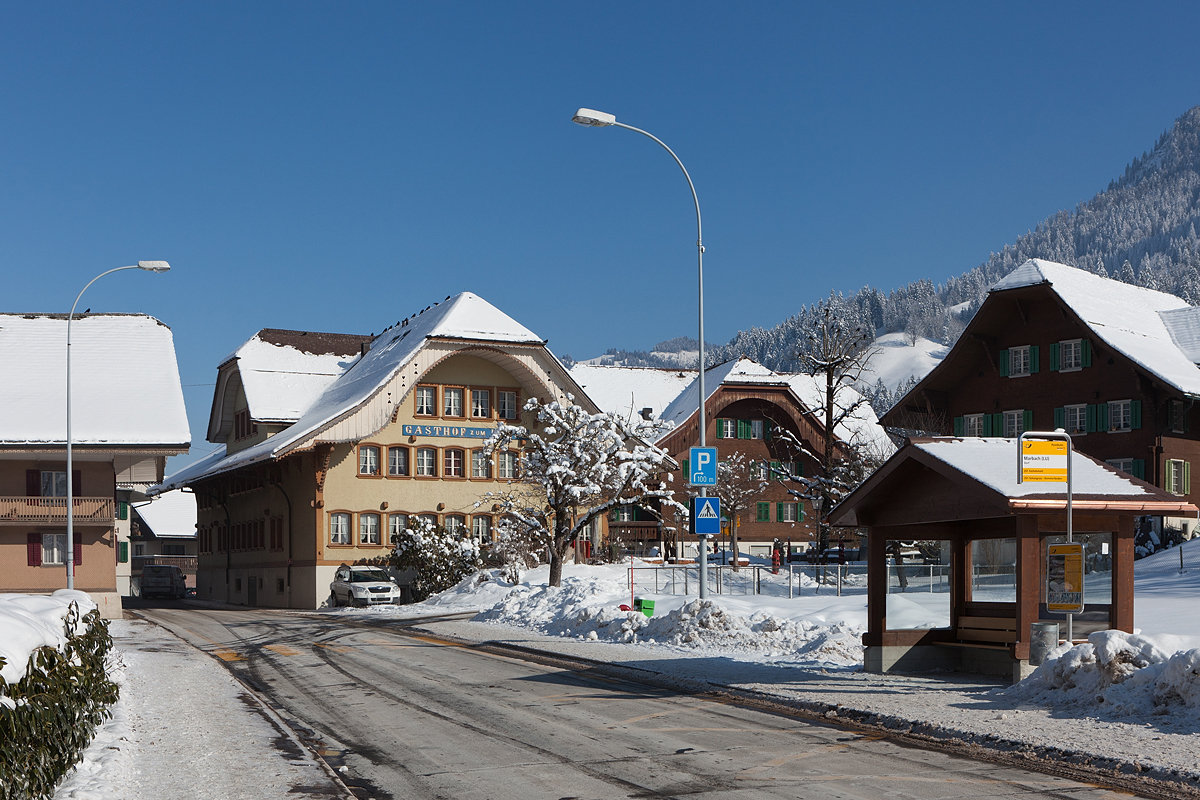
Marbach